# Rolette megye
Rolette megye az Amerikai Egyesült Államokban, azon belül Észak-Dakota államban található. Megyeszékhelye Rolla, legnagyobb városa Belcourt. Lakosainak száma 12 187 fő (2020. április 1.). Rolette megye Morton, Killarney-Turtle Mountain, Towner, Pierce és Bottineau megyékkel határos.

## Népesség
A megye népességének változása:
| Lakosok száma | 13 998 | 14 153 | 14 347 | 14 582 | 14 649 | 12 187 |
|               | 2010   | 2011   | 2012   | 2013   | 2015   | 2020   |